# Kricklhof
Kricklhof ist ein Gemeindeteil der Stadt Hirschau im Landkreis Amberg-Sulzbach in der Oberpfalz in Bayern.

## Verkehr
Den Weiler Kricklhof erreicht man über zwei Abzweigungen der Kreisstraße AS 18, eine zwischen Hirschau und Weiher, die zweite befindet sich zwischen Weiher und Pursruck. Von Hirschau ist Kricklhof 4 km entfernt, von Amberg 14 km. Bis zur Anschlussstelle Wernberg-Köblitz der Bundesautobahn 93 sind es 17 km. Die Bundesautobahn 6 ist von Kricklhof entweder über die Bundesautobahn 93, Anschlussstelle Wernberg-Köblitz, und dann über das Autobahnkreuz Oberpfälzer Wald nach 20 km oder über die Anschlussstelle Amberg-West nach 23 km zu erreichen.
Der nächstgelegene Bahnhof befindet sich in Amberg (14 km).